# Мішель Гунцікер
Мішель Івонн Гунцікер (нім. Michelle Yvonne Hunziker; нар. 24 січня 1977, Соренго, Швейцарія) — швейцарсько-італійська актриса, співачка, телеведуча і фотомодель. Співведуча фіналу Пісенного конкурсу Євробачення 2025 в Базелі, Швейцарія.

## Життєпис
Мішель Івонн Гунцікер народилася 24 січня 1977 року в Соренго (Швейцарія) у родині художника, який працював менеджером готелю, Рудольфа Гунцікера (помер від серцевого нападу восени 2001 року) і його дружини — голландки Інеке Гунцікер. У 1983 році Мішель разом зі своєю сім'єю переїхала до Остермундігена (кантон Берн, Швейцарія). Мішель почала свою кар'єру фотомоделлю в 1994 році. Озвучила Глорію в італійській версії «Мадагаскару». У 1998—2002 роках Мішель була одружена з музикантом Еросом Рамаццотті. У цих відносинах Гунцікер народила свого первістка — дочку Аврору Софі Рамаццотті (05.12.1996). Нині Мішель у фактичному шлюбі з Томазо Труссарді. У цих відносинах Гунцікер народила свою другу дочку — Соул Труссарді (10.10.2013)
У 2013 році вийшла автобіографічна книга «Con la scusa dellamore», в якій Мішель розповідає про стосунки з батьком, який мав проблеми з алкоголем, розлучення з Рамаццотті та травматичний досвід перебування в секті.
У травні 2025 року Мішель Гунцікер була співведучою фіналу Пісенного конкурсу Євробачення 2025, який відбувся у Базелі, Швейцарія, разом із Гейзел Брюггер та Сандрою Штудер.

## Фільмографія
- I Cervelloni (1996)
- Paperissima Sprint (1997)
- Colpo di fulmine (1997—1998)
- La partita del cuore (1999)
- La festa del disco (1999)
- Donna sotto le stelle (2000)
- Tacchi a spillo (2001)
- Nonsolomoda (2000—2001)
- Zelig (2000—2003)
- Scherzi a parte (2002)
- Festivalbar (2002)
- Superstar Show (2003)
- La fabbrica del sorriso (2003)
- Striscia la notizia (dal 2004)
- Paperissima (2004, 2006, 2008, 2010—2011, 2013)
- Chi ha incastrato lo zio Gerry? (2005)
- Buone feste con lo zio Gerry? (2005)
- Gran Premio Internazionale dello Spettacolo (2006, 2008)
- Festival di Sanremo 2007 (2007)
- Striscia la Domenica (2012-2013-2014)

## Джерело
- Сторінка в інтернеті [Архівовано 6 вересня 2014 у Wayback Machine.]